# الزوجان المثاليان (مسلسل صيني)
الزوجان المثاليان (بالصينية: 金玉良缘) هو مسلسل تلفزيوني صيني عُرض عام 2014، من بطولة والاس هو وتيفاني تانغ. يُعد هذا المسلسل أول إنتاج تلفزيوني لشركة هواجي ستوديو التي أسسها والاس هو. بدأ تصوير المسلسل في أبريل 2013 وانتهى في يوليو 2013. عُرض المسلسل لأول مرة على قناتي جيانغسو وشينجين في الفترة من 21 أبريل إلى 7 مايو 2014.

## ملخص القصة
تدور أحداث مسلسل "الزوجان المثاليان" خلال عهد أسرة مينغ، حيث تسافر يو تشي لينغ (تيفاني تانغ) إلى العاصمة حاملة معها ممتلكات والدتها بالتبني، بحثًا عن الابن البيولوجي لوالدتها. أثناء رحلتها، تلتقي بـ جين يوان باو (والاس هو)، وهو شاب ثري يعمل محققًا في مكتب التحقيقات. يلتقي الاثنان أثناء مطاردة لصّ كان كل منهما يحاول القبض عليه، ويتبين لاحقًا أن هذا اللص جزء من عصابة اختطاف تقودهم إلى موقع يدعى "قاعة الجماليات الألفية" حيث توجد تشو تشو، التي يُعتقد أنها زعيمة العصابة.
في الوقت نفسه، تأمر الإمبراطورة الأرملة بزواج بين جين يوان باو وجيانغ شياو شوان لمنع الأمير الثاني من محاولة انتزاع العرش من ولي العهد. ولكن، تهرب العروس ليلة الزفاف، فتضطر يو تشي لينغ إلى انتحال هوية جيانغ شياو شوان وتتزوج من جين يوان باو.
تكتشف يو تشي لينغ لاحقًا أن جين يوان باو هو الابن البيولوجي لوالدتها بالتبني. تحاول لم شمله مع والدته، ولكن تواجه العديد من العقبات، إذ لا يمكنها كشف تبديل الهوية بينها وبين جيانغ شياو شوان. يؤدي هذا إلى العديد من سوء التفاهم والمشاحنات بين جين يوان باو ويو تشي لينغ.
في الوقت نفسه، يخطط ليو وين تشاو، ابن عم جين يوان باو، لاغتياله عدة مرات، حيث يطمح للاستيلاء على قصر جين والتعاون مع الأمير الثاني لتحقيق طموحاته. يقتل شي إر، خادمة جيانغ شياو شوان، عندما تكتشف مؤامرته خلال عيد ميلاد السيدة جين. يزرع جواسيسه في مكتب الأسلحة للاستحواذ عليه بمجرد التخلص من جين يوان باو. كما يرغب في الزواج من يو تشي لينغ، رغم كونها زوجة ابن عمه. يكتشف في النهاية تبديل الهوية وأصل جين يوان باو الحقيقي، ويستغل هذه المعلومات لتعذيب الأبطال وعائلاتهم.
عندما تكتشف الإمبراطورة الأرملة أن عائلة جين ويو تشي لينغ قد ارتكبوا إهانة للإمبراطورية، تسجنهم. ومع ذلك، تدرك أن الأمير الثاني وليو وين تشاو متورطان في مؤامرة، فتطلب من جين يوان باو التحقيق وكشف الحقيقة. بفضل الأدلة، يتمكن الأبطال من الإيقاع بالمجرمين وإنهاء مخططاتهم الشريرة.

## الممثلون

### الأدوار الرئيسية
- والاس هو في دور جين يوان باو
- تيفاني تانغ في دور يو كي لينغ
- هوانغ مينغ في دور غو تشانغ فينغ
- أنجيلا غونغ في دور جيانغ شياو شوان

## الجوائز
حاز مسلسل الزوجان المثاليان على عدة جوائز بارزة، منها:
1. جوائز مهرجان التلفزيون الصيني للطلاب (2014):
- - أكثر دراما تاريخية مرتقبة (فاز).
  - الممثل الأكثر شعبية: والاس هو (فاز).
  - الممثلة الأكثر شعبية: تيفاني تانغ (فازت).

2. حفل كرنفال نجوم iQiyi:
- - دراما السنة الصينية (فاز).

3. جوائز الدراما التلفزيونية الصينية (2014):
- - الثنائي الأكثر شعبية: والاس هو وتيفاني تانغ (فازا).
  - المسلسل حظي بإشادة جماهيرية على الأداء والإنتاج.

## وصلات خارجية
- الزوجان المثاليان (مسلسل صيني) على موقع IMDb (الإنجليزية)
- الزوجان المثاليان (مسلسل صيني) على موقع قاعدة بيانات الفيلم (الإنجليزية)